# إسبوستوية
إسبوستوية (الاسم العلمي: Espostoa)، هو جنس من الصبار العمودي، ويتألف من 16 نوعًا معروفًا من جبال الأنديز في جنوب الإكوادور وبيرو. تعيش عادًة على ارتفاع يتراوح بين 800 و 2500 متر. ثمارها صالحة للأكل وحلوة وعصارية. سُمي الجنس على اسم عالم النبات والصيدلاني البيروفي الإيطالي المولد نيكولاس إي. إسبوستو (1877-1942).